# Simboli dell'Emilia-Romagna
Lo stemma dell'Emilia-Romagna è il simbolo ufficiale (L.R. n°46/1989) di identificazione e onorificenza adottato dalla regione Emilia-Romagna. Da esso derivano il gonfalone (formalizzato per legge) e la bandiera (non ancora regolamentata). Lo stemma concorre inoltre alla grafica delle diverse versioni del logo (o marchio) regionale, così come disposto dalle linee guida del manuale d'immagine coordinata. I simboli vengono utilizzati ed esposti nel territorio e nelle sedi di rappresentanza dell'Emilia-Romagna da diversi enti pubblici e amministrazioni, nonché in ambito nazionale, comunitario e internazionale come previsto dalle normative.

## Selezione

Il profilo della regione viene ripreso e stilizzato all'interno dello stemma

Come i comuni prima e le province poi, anche le regioni italiane si sono dotate di uno stemma e di un gonfalone. Nel maggio del 1974 il consiglio regionale dell'Emilia-Romagna bandì un concorso aperto al pubblico con la finalità di selezionare un emblema facilmente comprensibile e in qualche modo ricollegabile alla storia o alla morfologia del territorio. Il premio consisteva nella somma di 1.000.000 di lire italiane. Sebbene la partecipazione al concorso fosse elevata, l'esito fu un nulla di fatto, poiché la commissione nominata dalla Giunta espresse parere negativo su tutti i progetti presentati con la seguente motivazione: "in nessuna delle opere presentate la qualità formale dell'esecuzione si era congiunta alla chiara individuazione di un simbolo sufficientemente rappresentativo della regione".
Tuttavia i lavori per l'individuazione di un'icona distintiva proseguirono e nel 1984 venne bandito un secondo concorso pubblico internazionale che questa volta si concluse (tre anni dopo, nel 1987) con la scelta del bozzetto n. 57 proposto dall'architetto milanese Matteo Piazza (all'epoca venticinquenne e neo-laureato), che nella relazione di progetto scrive: «Il simbolo proposto vuole sintetizzare l'idea della Regione Emilia-Romagna non tanto per la stilizzazione della sua forma geografica in senso naturalistico, quanto per il richiamo ai due elementi che hanno caratterizzato nel corso dei secoli la regione in ogni suo aspetto economico, sociale e culturale: il Po e la via Emilia. Il Po e la via Emilia sono infatti elementi significativi della globalità della Regione Emilia-Romagna, e non solamente di una sua città o zona. Nel simbolo la linea curva da sinistra a destra simboleggia il fiume, l'acqua, l'evento "naturale", mentre quella obliqua diritta simboleggia la strada, l'asse, l'intervento dell'uomo: tra questi due poli si estende e si sviluppa la Regione Emilia-Romagna.  Il simbolo viene presentato in serigrafia (...) in due versioni: in bianconero e in verde, colore quest'ultimo che richiama l'idea della campagna» 
Tale scelta dell'opera fu maturata anche grazie al lavoro svolto dall'Istituto Regionale per i Beni Culturali dell'Emilia-Romagna, che allestendo un'esposizione con una selezione di bozzetti concorrenti permise agli autori di mettere a confronto i vari lavori tra loro e con quelli di altre Regioni.

## Stemma
A seguito di svariati passaggi istituzionali, per mezzo della legge regionale n°46/1989 la Regione Emilia-Romagna adottò come proprio stemma ufficiale la rappresentazione grafica (tecnicamente uno scudo banderese) ideata dall'architetto Matteo Piazza:
(Art. 1 L.R. 46/1989)
Esistono, pertanto, due versioni perfettamente equiparabili dello stemma contenute nella normativa (spesso però utilizzate in diversi contesti): una prima costituita dal semplice simbolo verde e una seconda formata da questo più la scritta sottesa "Regione Emilia-Romagna", in tinta, sormontata a sua volta da una barra (o lista) orizzontale di colore rosso. La legge regionale rimanda al manuale d'immagine coordinata le attuazioni tecniche e di lay-out per lo sviluppo e l'utilizzazione del logo ufficiale contenente lo stemma.

### Manuale d’immagine coordinata e logo ufficiale
Il manuale di immagine coordinata, approvato con delibera di Giunta 235/2009, definisce le regole grafiche per gli oggetti di comunicazione della regione ed elenca i loghi (o marchi) ufficiali approvati. Il manuale propone interventi grafici molto dettagliati per la costruzione di un'immagine coordinata dell'ente: da una migliore definizione grafica dello stemma regionale per accrescerne la leggibilità, alla sua declinazione coordinata sui diversi oggetti di comunicazione; dal corretto abbinamento di marchi diversi nel caso di iniziative congiunte, alle indicazioni di base per la composizione dei testi. Il manuale rappresenta il riferimento, oltre che per i prodotti e i servizi erogati dal Centro Stampa della Regione, anche per la produzione grafica affidata ad agenzie esterne. Secondo le attuali linee guida i colori istituzionali della Regione Emilia-Romagna sono il verde Pantone 347, utilizzato per lo stemma e la scritta del logotipo, e il rosso Pantone Red 032 per la barra scarlatta. Viene inoltre introdotto il grigio Pantone Warm Gray per le riproduzioni monocromatiche del logo o da usare in associazione ai colori istituzionali. Lo stemma, nella forma definita dalla legge del 1989, diventa il modulo base per la composizione del marchio della regione nelle diverse versioni ammesse, quella "orizzontale" (con testo e barra posti alla destra dello stemma) e quella "verticale" (con testo e barra posizionati sotto).

## Gonfalone

Il gonfalone della regione

La legge regionale n°46/1989 prevede anche l'istituzione di un gonfalone e ne regola la forma, le dimensioni e il colore:
Infine, la legge stabilisce che il gonfalone venga conservato nella sala della Giunta regionale e che può essere esposto in occasioni stabilite, per esempio in avvenimenti e ricorrenze che rivestano particolare importanza e solennità ai quali il presidente abbia convenuto la presenza formale dell'istituzione da lui presieduta. Tutta la simbologia ufficiale della regione Emilia-Romagna può essere utilizzata esclusivamente con il preventivo consenso scritto del titolare.

## Bandiera

La bandiera dell'Emilia-Romagna

La bandiera dell'Emilia-Romagna riporta al suo interno lo stemma adottato nel 1989 nella variante con scritta verde e barra rossa su sfondo bianco. Attualmente il vessillo non gode di status legislativo ufficiale, ma è correntemente usato in ambito cerimoniale a partire dalla fine degli anni '90: per il 4 novembre 1995, giornata nazionale delle Forze Armate, il Presidente della Repubblica Oscar Luigi Scalfaro volle infatti esibire in una sala del Quirinale le bandiere di tutte le regioni italiane, ma molte di esse, tra cui l'Emilia-Romagna, non disponevano di leggi specifiche riguardo all'adozione di uno stendardo. Si elaborarono perciò diverse versioni provvisorie (una per ogni regione che ne era priva) per rispondere alla richiesta del Capo dello Stato. In questo caso la bandiera fu delineata inserendo per sovrapposizione lo stemma ufficiale su un semplice sfondo bianco a forma di rettangolo di proporzioni 2:3 (altezza x base). La figura, posta simmetricamente al centro dell'elemento, occupa complessivamente i 3/5 dell'altezza dell'intero campo e i colori, così come le grafiche, corrispondono alle indicazioni e agli standard dettati dal manuale d'immagine coordinata.
Il vessillo, dapprima usato esclusivamente in rare occasioni, si è progressivamente diffuso nel corso del tempo ed oggi risulta esposto da diverse pubbliche amministrazioni e istituzioni (per lo più comuni e province) all'interno del territorio emiliano-romagnolo oltre che nella sede ufficiale della regione a Bologna e nei palazzi occupati da Assemblea legislativa e giunta. La bandiera è anche comparsa in alcuni momenti del campionato sportivo di calcio e calcio a 5 del "Torneo delle Regioni", organizzato dalla Lega Nazionale Dilettanti e riservato a rappresentative giovanili, che si è disputato quasi ogni anno in varie zone d'Italia a partire dalla seconda metà Novecento.